# كليو ديزموند
كليو ديزموند (بالإنجليزية: Cleo Desmond)‏ هي ممثلة أمريكية، ولدت في 25 أبريل 1880، وتوفيت في 6 أكتوبر 1958.

## وصلات خارجية
- كليو ديزموند على موقع IMDb (الإنجليزية)
- كليو ديزموند على موقع روتن توميتوز (الإنجليزية)
- كليو ديزموند على موقع تيرنر كلاسيك موفيز (الإنجليزية)
- كليو ديزموند على موقع قاعدة بيانات الفيلم (الإنجليزية)
- كليو ديزموند على موقع كينوبويسك (الروسية)